# 23280 Laitsaita
23280 Laitsaita è un asteroide della fascia principale. Scoperto nel 2000, presenta un'orbita caratterizzata da un semiasse maggiore pari a 2,2420477 UA e da un'eccentricità di 0,1913918, inclinata di 2,94659° rispetto all'eclittica.